# 格拉伊卡雷克河
49°25′27″N 20°27′33″E / 49.4242°N 20.4593°E

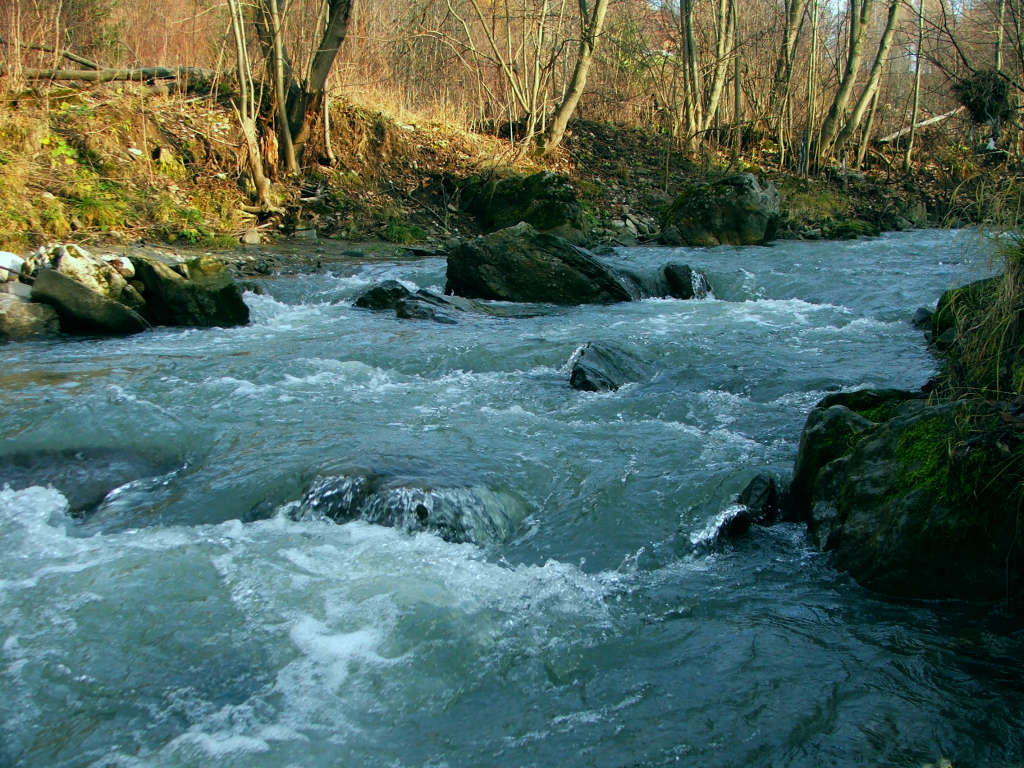

格拉伊卡雷克河是波蘭的河流，屬於杜納耶茨河的支流，河道全長15公里，流域面積86平方公里，發源自皮耶尼內山脈，河口處在什恰夫尼察。